# Декстер Ксюереб
Декстер Ксюереб (мальт. Dexter Xuereb, англ. Dexter Xuereb, нар. 21 вересня 1997) — мальтійський футболіст, захисник клубу «Гіберніанс» та національної збірної Мальти. Виступав також за низку мальтійських клубів. Володар Кубка Мальти.

## Клубна кар'єра
Декстер Ксюереб народився 1997 року, та є вихованцем футбольної школи клубу «Моста». У 2014 році Ксюереб розпочав грати в основній команді клубу, в якій виступав до 2020 року, взявши участь у 89 матчах чемпіонату. Протягом 2020—2021 років футболіст грав у складі клубу «Гзіра Юнайтед».
У 2021 році Декстер Ксюереб став гравцем клубу «Санта-Лучія», в якому виступав до 2024 року. З 2024 року захисник виступає у складі клубу «Гіберніанс». У складі команди футболіст у сезоні 2024—2025 років став володарем Кубка Мальти.

## Виступи за збірні
У 2017 році Декстер Ксюереб провів 2 матчі у складі молодіжної збірної Мальти. У 2021 році Ксюереб провів свій єдиний матч у складі національної збірної Мальти.

## Титули і досягнення
- Володар Кубка Мальти (1):

«Гіберніанс»: 2024–2025